# Holmfirth
Holmfirth es una localidad situada en el municipio metropolitano de Kirklees (en inglés, Kirklees Metropolitan Borough), en Yorkshire del Oeste, Inglaterra. Según el censo de 2011, tiene una población de 21 706 habitantes.
La localidad es famosa por ser el lugar de filmación del programas de televisión Last of the summer wine (El último vino del verano).